# Plosjtsjad 1905 goda (Jekaterinenburg)

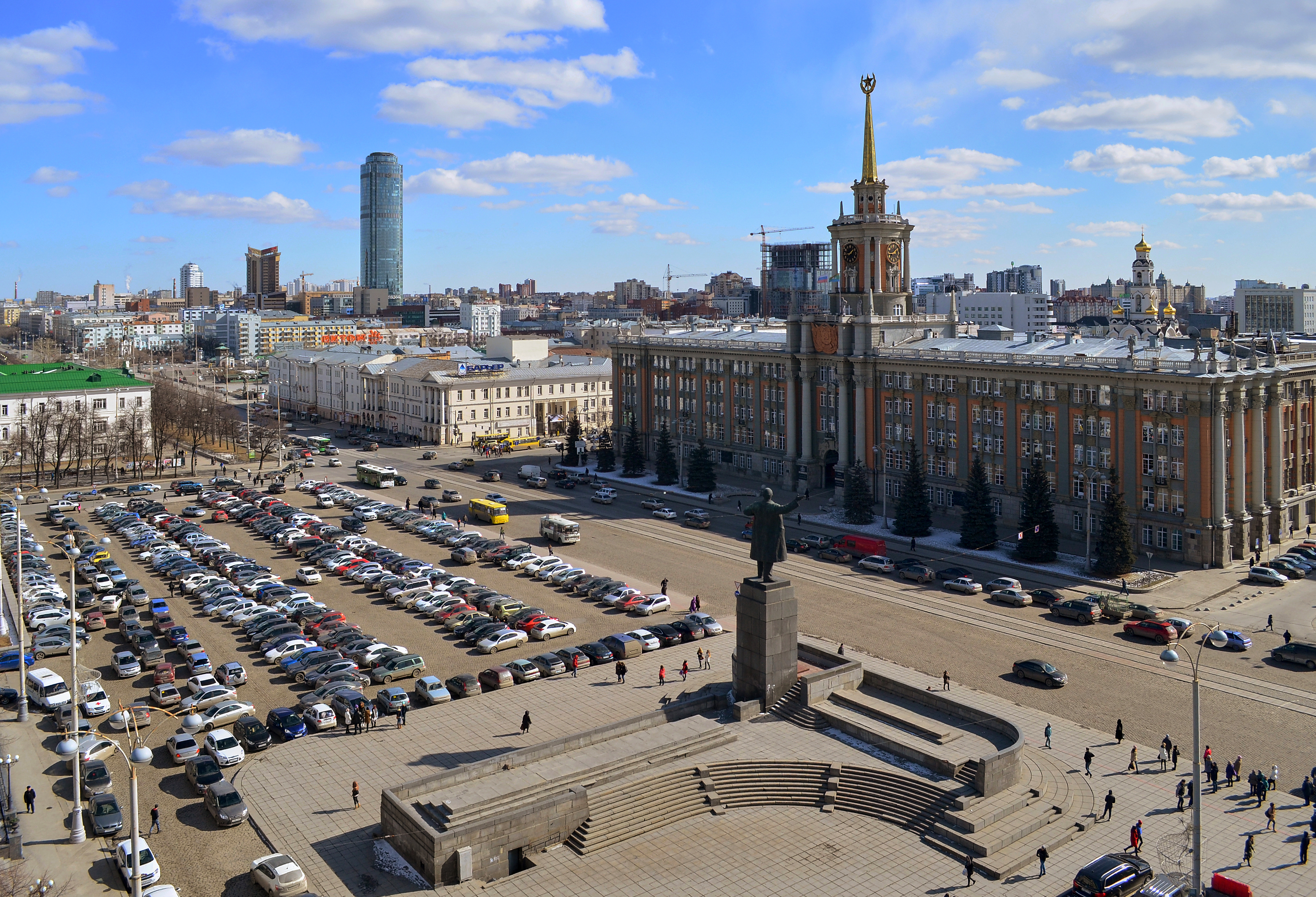
Het stadsdoemagebouw met een deel van het plein, waar zich vroeger de Gostiny Dvor bevond. Op de voorgrond het standbeeld van Lenin. Op de foto is goed zichtbaar dat het plein als parkeerplaats wordt gebruikt.

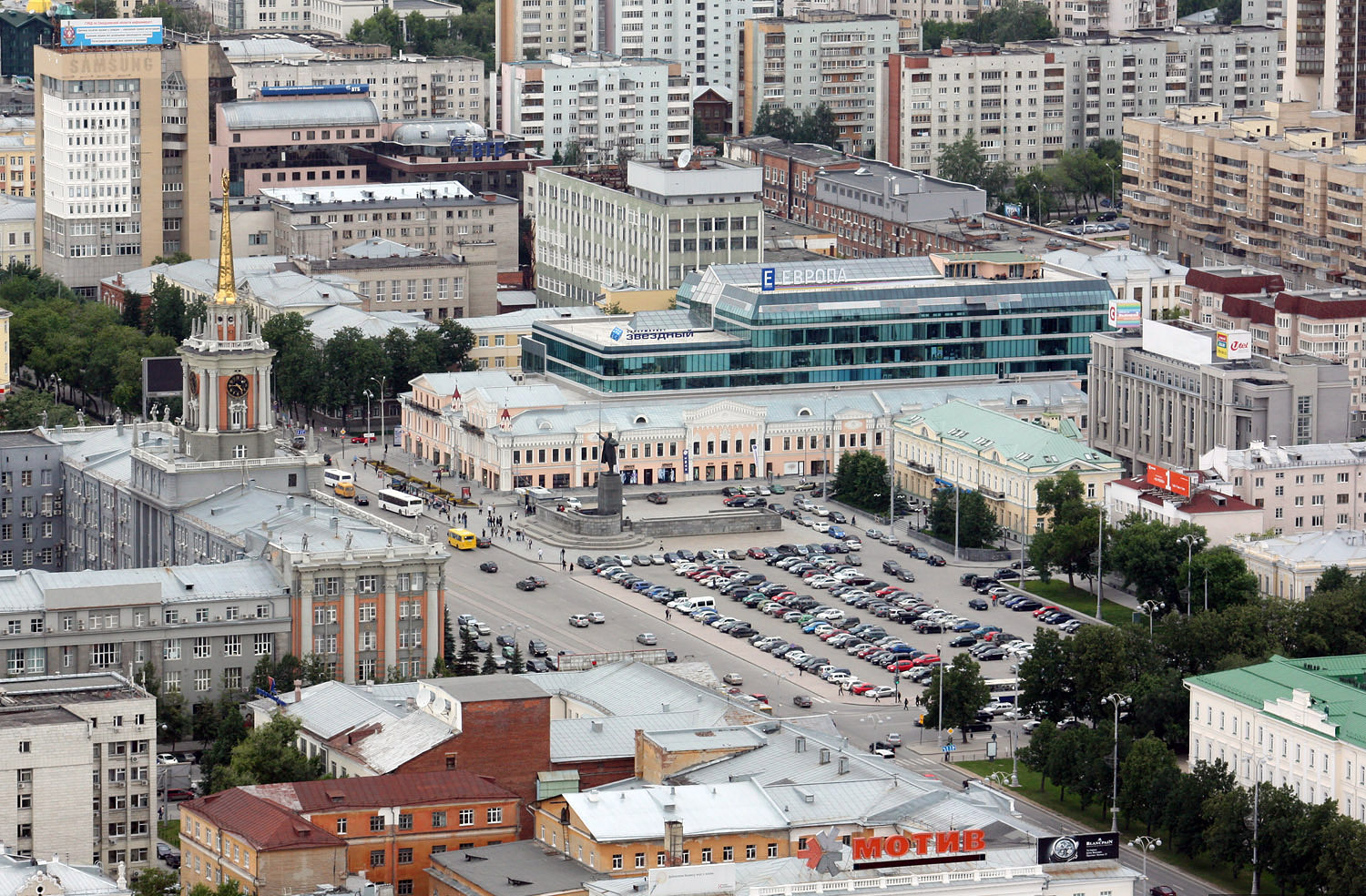
Het plein gezien in inde tegenovergestelde richting

Plosjtsjad 1905 goda (Russisch: Площадь 1905 года; "Plein van 1905") is het belangrijkste plein in de Russische stad Jekaterinenburg. Het bevindt zich in het centrum van de stad, in het district Verch-Isetski. In de volksmond wordt het meestal gewoon 'plosjtsjad' genoemd.
Van 1833 tot 1919 vormde het onderdeel van het 'Tserkovnaja Plosjtsjad' (Kerkplein), waarna de huidige naam werd aangenomen. Het bestond tot 1930, toen de hoofdkerk die hier stond werd gesloopt, uit twee delen; het 'Kafedralnoj plosjtsjad' (Kathedraalplein) en het 'Glavnoj torgovoj plosjtsjad' (Hoofdhandelsplein).

## Geschiedenis

### 18e tot begin 20e eeuw
Al bij de stichting van Jekaterinenburg in 1723 bevond zich hier een plein, waar werd gehandeld en dat om die reden dan ook 'Torgovoj Plosjtsjad' (Handelsplein) werd genoemd. Aan de oostzijde bevond zich een lemen huis, waar de Mijnbouwkanselarij (Bergamt) was gevestigd, dat in 1739 werd vervangen door een stenen gebouw en in 1835 werd gerenoveerd in Classicistische stijl door architect Michail Malachov. Tussen 1745 en 1747 werd op het plein de houten Driekoningenkerk (Bogojavlenski sobor) gebouwd, gevolgd door de stenen Driekoningenkathedraal van twee etages tussen 1771 en 1774 naast deze kerk. Aan de zuidzijde van het plein werd in de 18e eeuw een Gostiny Dvor ("Oude Gostiny Dvor") gebouwd van een etage. In de 19e eeuw kreeg het plein haar huidige klinkerbestrating. In 1833 kreeg de kathedraal de status van hoofdkerk en begon men het plein 'Kafedralnoj Plosjtsjad' (Kathedraalplein) te noemen. In de jaren 20 van de 19e eeuw werden de huizen van de familie Korobkov gebouwd, waarbij mogelijk ook architect Michail Malachov betrokken was en midden 19e eeuw de huizen van handelaren Saveljev (in 1842, architect Ernst Sortorius) en Sjabalin. Beide laatste gebouwen werden in 1903 samengetrokken en gebruikt door de Siberische Handelsbank (Sibirski torgovy bank). In 1845 werd een mannengymnasium gebouwd aan de oostzijde van het plein. In de jaren 60 van de 19e eeuw werd de westzijde van de kathedraal voorzien van een galerij. Aan het einde van de jaren 80 van de 19e eeuw werd een van de huizen van de Korobkovs gerenoveerd in eclectische stijl, waarbij mogelijk architect A.I. Padoetsjev betrokken was en werd er de 'winkel voor zirardov-manufacturen' geopend. In dezelfde jaren werd een gebouw van de Wolga-Kamabank geopend aan het plein. In de jaren 90 van de 19e eeuw werd aan de noordzijde van het plein een huis voor blinden geopend, dat werd ontworpen door architect Joeli Djoetel in eclectische stijl met elementen uit de barok. Aan het begin van de 20e eeuw was het oude Gostiny Dvor in slechte staat geraakt en in 1902 raakte het zwaar beschadigd door een brand. In 1906 werd tegenover de kathedraal op een sokkel een gietijzeren monument ter ere van tsaar Alexander II opgericht, waarmee het plein de geest van autocratie en orthodoxie uitstraalde. In 1917 werd het monument dan ook al snel van zijn sokkel gesmeten door revolutionaire soldaten.

### 1905
De huidige naam van het plein is ontstaan doordat in dat jaar het plein het middelpunt vormde van revolutionaire activiteiten. Op 1 mei 1905 vond er de eerste politieke demonstratie plaats. Op 19 oktober 1905 organiseerden de bolsjewieken er een bijeenkomst, waar het Oktobermanifest werd voorgelezen en waar een toespraak van Jakov Sverdlov gepland stond. Deze ging echter niet door aangezien ultraorthodoxe Zwarte Honderden en kozakken de revolutionairen aanvielen, waarbij verschillende doden vielen. In november 1919 werd uiteindelijk besloten om ter ere van de revolutionaire gebeurtenissen het plein om te dopen tot Plosjtsjad 1905 goda; het plein van het jaar 1905.

### Revolutie- en oorlogsjaren
Op 4 maart 1917 vond hier de eerste bijeenkomst van de Februarirevolutie in de stad plaats, alsook de 1 mei-manifestatie. Op 26 oktober 1917 verklaarden de bolsjewieken hier de victorie van de Oktoberrevolutie. De stad zou echter eerst nog worden bezet door het Witte Leger. Vanaf het plein vertrokken ook de eerste Rode Legersoldaten naar het front in de oorlogsjaren. In 1918 werden er Rode Gardesoldaten begraven die waren omgekomen in gevecht met ataman Aleksandr Doetov. In augustus 1919 werden hun lichamen herbegraven op de woeste grond voor het Huis van de Volkeren (nu het Communistenplein. Na de herovering van de stad op het Tsjechisch Legioen door het Rode Leger, vond op het plein de eerste militaire parade plaats van de stad, die in 1924 werd hernoemd tot Sverdlovsk, ter ere van Sverdlov.

### Sovjetperiode

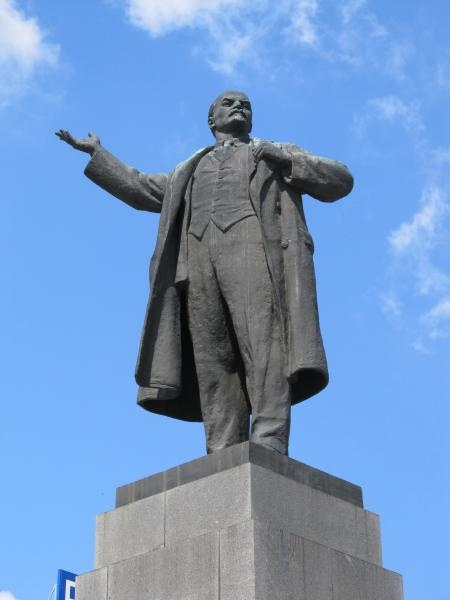
Standbeeld van Lenin

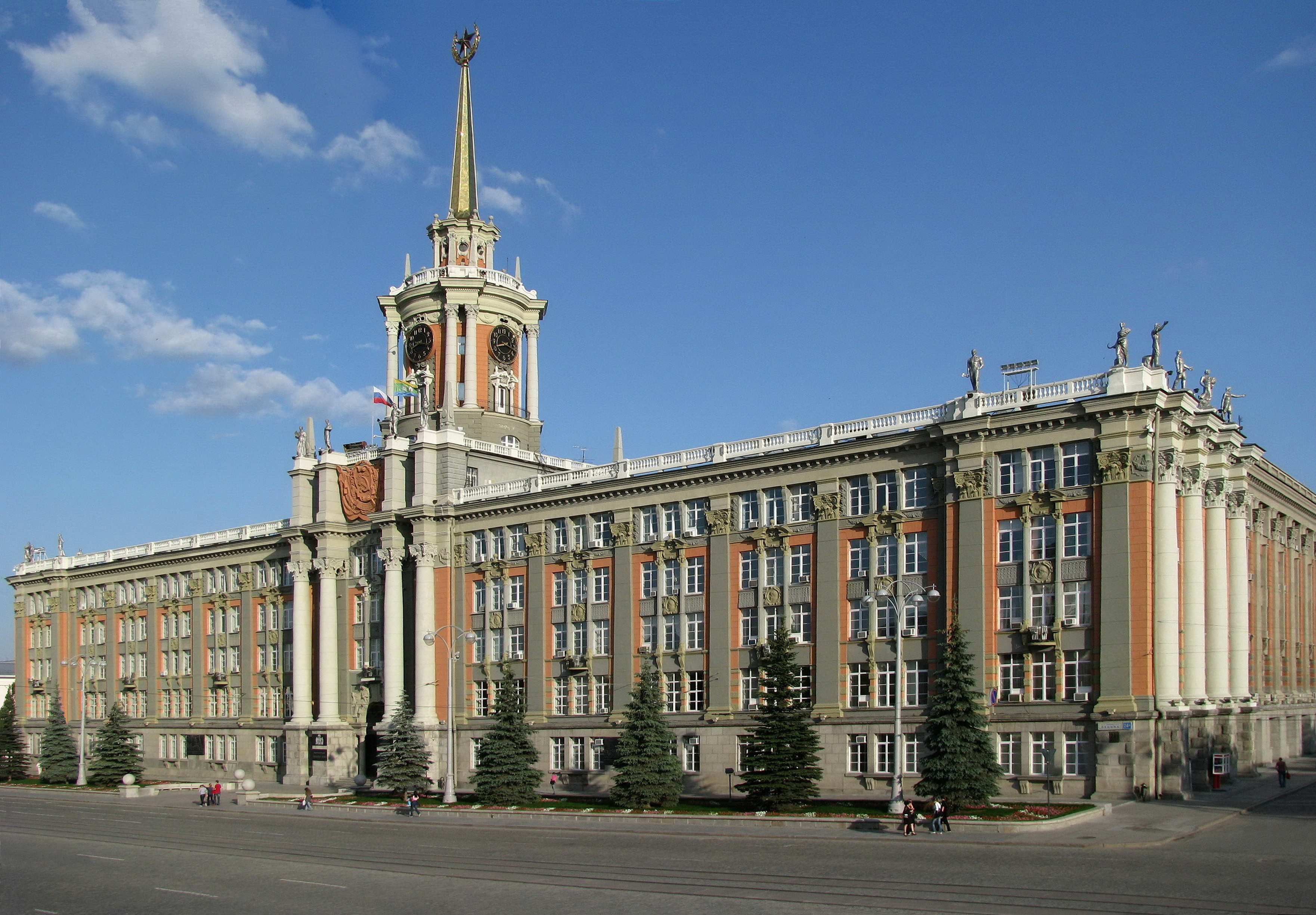
Stadsdoemagebouw

Op 1 mei 1920 werd op de sokkel waar het beeld van Alexander II had gestaan een beeld voor de 'bevrijde arbeid' opgericht van de hand van beeldhouwer Stepan Erzja, dat echter reeds in 1926 alweer werd weggehaald. In 1928 werd aan de noordzijde van het plein een gebouw van vijf etages gebouwd in de geest van het constructivisme. In het huis van de blinden werd in 1917 het bureau van de Volksuniversiteit geplaatst, in maart 1918 het centrum voor de strijd tegen de contrarevolutie (tegen de witten), in juli 1918 de militaire commandantuur en in 1920 werd een tweede etage op het gebouw geplaatst van de hand van ingenieur S.V. Novoselski. In het gebouw bevonden zich in die tijd economische activiteiten, namelijk de hout- en pulpindustrie. In 1935 werd het Huis voor Politieke Voorlichting in het gebouw gehuisvest.
In 1930 werd de kathedraal gesloopt als gevolg van een besluit van de stadsraad en werd in plaats daarvan een granieten tribune geplaatst. In het gebouw van de Siberisch Handelsbank werd eerst de afdeling financiën van de oblast (Goebfinotdel) geplaatst en vervolgens die van het district Verch-Isetski. In 1929 werd aan de zuidzijde van het plein een plantsoen aangelegd voor het voormalige handelsgebouw (architect S.V. Dombrovski; Skver oe Passazja; "Plantsoen in de passage"). Van 1929 tot 1930 werden ook twee tramlijnen aangelegd over het plein.
Verschillende gebouwen kregen een nieuwe functie in de jaren 30. In het voormalige mannengymnasium werd de 'school nummer 9' geplaatst. In het pand van de voormalige zirardov-manufacturenwinkel werd de winkel Polititsjeskaja kniga ("politieke boeken") geopend. In 1934 werd het Moessorgskiconservatorium (Oerals Staatsconservatorium vernoemd naar M.P. Moesorgski) van de voormalige Mijnbouwkanselarij geplaatst.
Van 1930 tot 1931 werd een nieuwe Gostiny Dvor gebouwd van 5 etages. Dit pand werd van 1947 tot 1954 onder handen genomen door architect G.A. Goloebev, die de façade een grote opknapbeurt gaf en er een toren bij liet bouwen met een vergulde spits en een klokkenspel (koeranty) en gipsfiguren op de rand van het dak liet plaatsen. Het gebouw werd gebruikt door het Uitvoerend Comité van de stadssovjet van Arbeidersafgevaardigden en het Stadscomité van de CPSU (de stadsraad). Op 5 november 1957 werd een monument van Lenin met geheven hand geplaatst op het plein van de hand van beeldhouwer V.I. Ingal, dat er tot op heden is blijven staan. Het plein stond in de sovjettijd symbool als 'kolybeli revoljoetsii' ("bakermat van de revolutie").
In 1967 kreeg het gebouw van het conservatorium een zijwaartse uitbouw, waar de concertzaal van het conservatorium werd ingericht. Nadat het Huis voor Politieke Voorlichting in 1970 was verhuisd uit het voormalige blindenhuis, werd het gebouw in 1981 door een besluit van het Uitvoerend Comité van de sovjet van volksafgevaardigden van de oblast Sverdlovsk overgedragen aan de Sverdlovskafdeling van de Heel-Russische Theaterorganisatie om er een Huis van Actoren te vestigen. Hiervoor moest het gebouw wel eerst grondig worden verbouwd, zodat het Huis van Actoren er pas op 31 oktober 1988 in kon trekken.

### Huidige periode
In december 1991 werd met de val van de Sovjet-Unie het Uitvoerend Comité van de stadssovjet van Arbeidersafgevaardigden vervangen door het Bestuur van de stad Jekaterinenburg (die dat jaar haar naam terugkreeg).
In 1994 werd het metrostation Plosjtsjad 1905 goda geopend aan het plein. In 1999, na jaren van restauratie, werd in gebouw nummer 27 de Goeta-Bank geplaatst (sinds 2004 onderdeel van Vnesjtorgbank).
In 2006 werd begonnen met een complete herbouw van het huizenblok waar zich vroeger de huizen van de familie Korobkov bevonden (Prospekt Lenina nr. 23 en 25), waarbij alleen de façaden van het blok overeind bleven staan. Momenteel wordt er gepraat over een mogelijke herbouw van de domkerk op het midden van het plein.

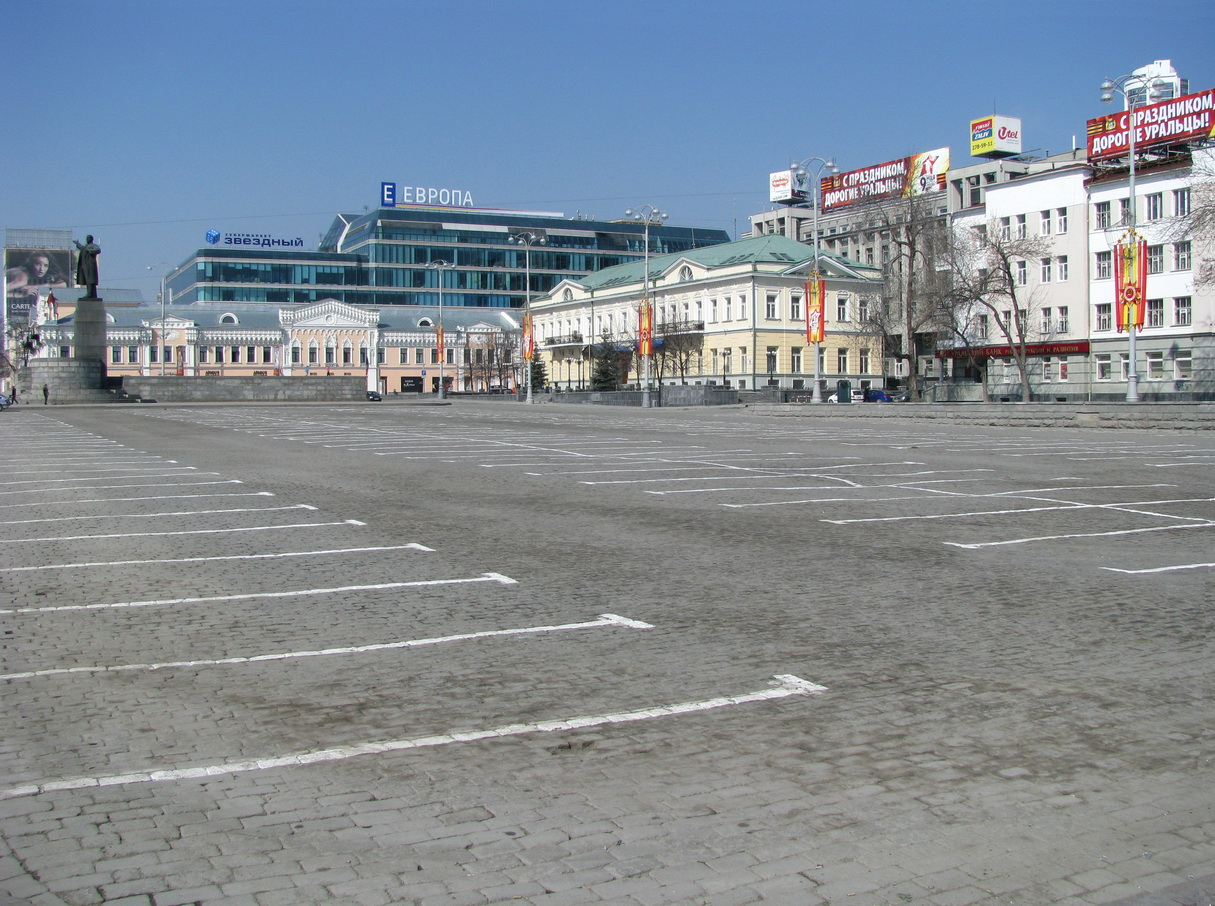
Plosjtsjad 1905 goda in 2011

Begin juli 2008 werden een aantal christelijke graven aangetroffen uit eind 18e, begin 19e eeuw onder het plein tijdens herstelwerkzaamheden aan de weg die over het plein loopt. Er werden een drietal houten kruizen geplaatst. Volgens deskundigen zijn de graven waarschijnlijk van hooggeplaatste edelen en bisschoppen. Er zijn plannen voor de oprichting van een herdenkingsplaquette met de beeltenis van de kathedraal die hier van het einde van de 18e eeuw tot 1930 stond.

## Festiviteiten op het plein

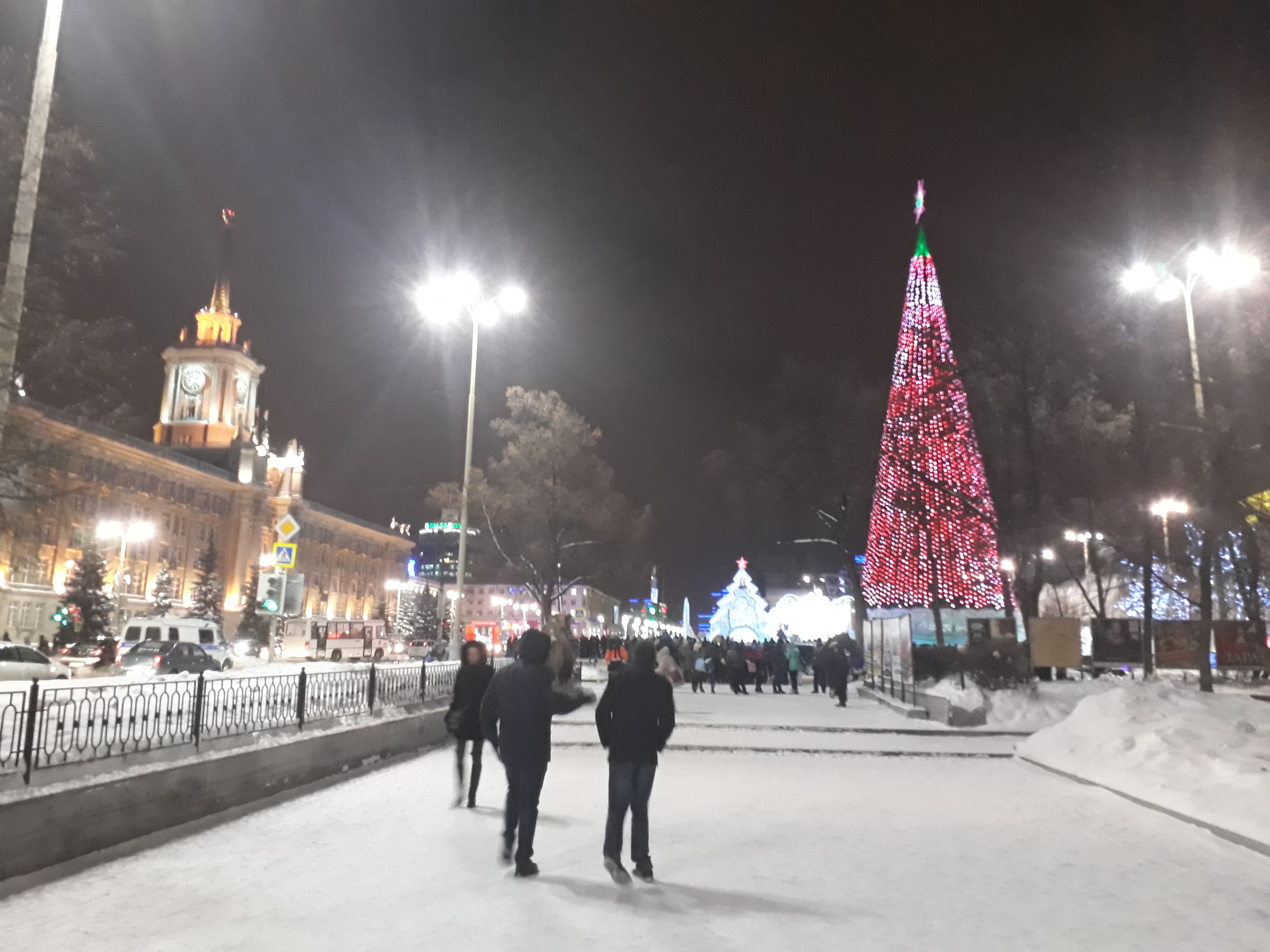
Nieuwjaarsboom in januari 2017

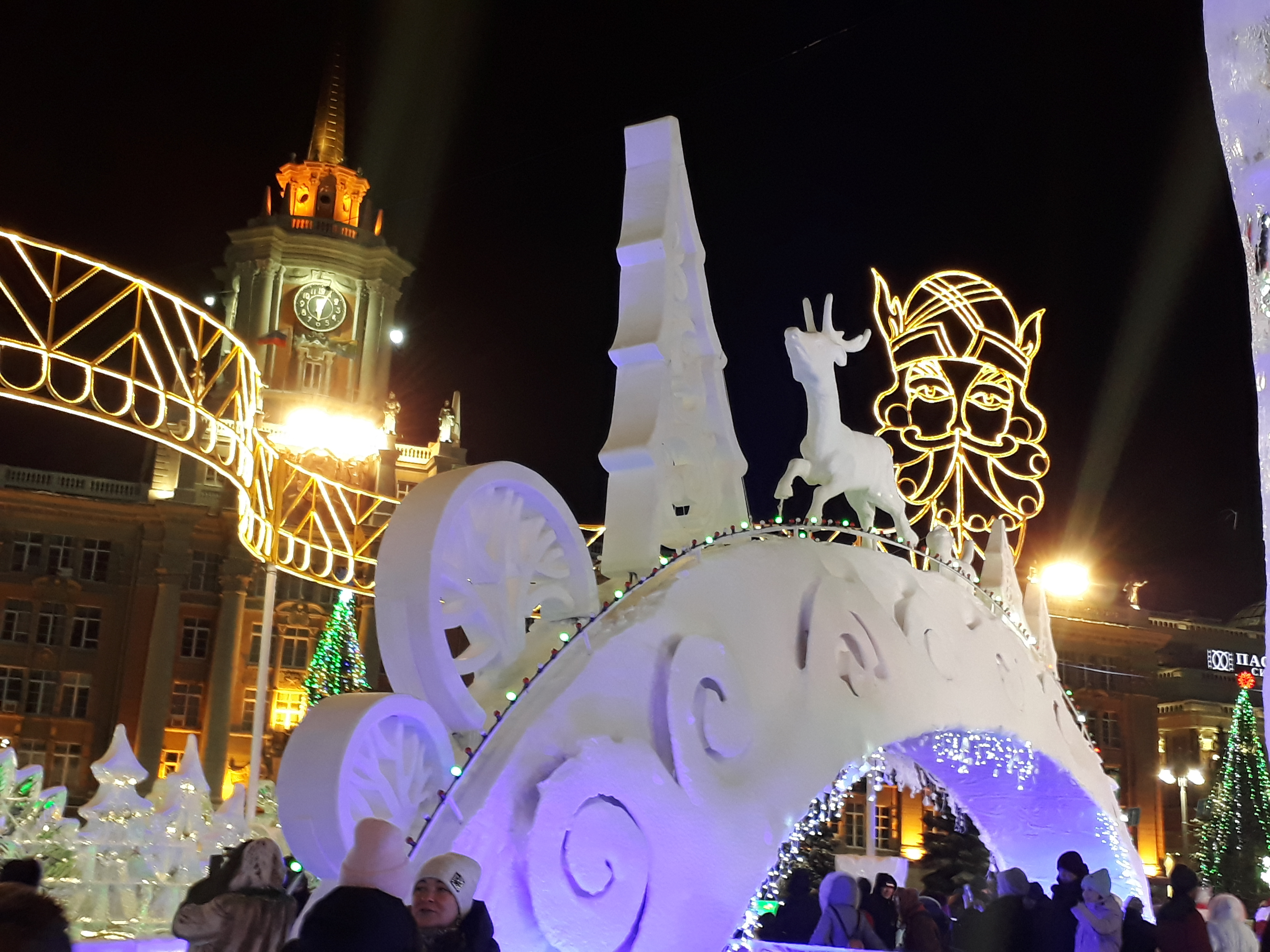
IJsstad in december 2018

Sinds 31 december 1947 wordt elk jaar tijdens nieuwjaar op het plein de grote nieuwjaarsboom van de stad geplaatst, alsook een kleine ijsstad.
Tot 1991 vonden elk jaar demonstraties van arbeiders plaats op de vrije dagen 1 mei en 7 november. Van de jaren 30 tot de jaren 60 vonden hier dan 's avonds ook 'volksfeesten' plaats (die soms tot 2 uur 's nachts duurden), waarbij ook amateurvoorstellingen werden opgevoerd. Op 9 mei vond de parade van het Oeral-garnizoen plaats. Op 1 mei 1951 was er een voorval waarbij maarschalk Zjoekov, die toen bevelhebber van het militair district Oeral was, door zijn paard 'Maltsjik' ("jongen") op de grond werd gegooid. In de jaren 80 werden er markten gehouden op het plein.
Op 29 december 1989 vond er een demonstratie plaats voor het gebouw van het stadsbestuur waarbij deelnemers hun ongenoegen uiten over besluiten van de partij en de regering (de aanleiding was vooral het gebrek aan voedsel als gevolg van de perestrojka). Deze demonstratie leidde tot de oprichting van Komitet 29 dekabrja (comité van 29 december), dat zich het jaar erop met de voedseldistributie bezighield. In de jaren 90 vonden er bijeenkomsten plaats van leden van verschillende politieke organisaties.
Er worden soms concerten gehouden op vrije dagen op het plein. Op normale werkdagen fungeert het midden van het plein echter in de eerste plaats als grote parkeerplaats.